# کن سالازار
کنث لی "کن" سالازار (به انگلیسی: Kenneth Lee "Ken" Salazar) یک سیاست‌مدار اهل ایالات متحده آمریکا است که در کابینه باراک اوباما پست وزارت کشور ایالات متحده آمریکا را برعهده داشت.
کن سالازار دارای دکترای حقوق از دانشگاه میشیگان است.

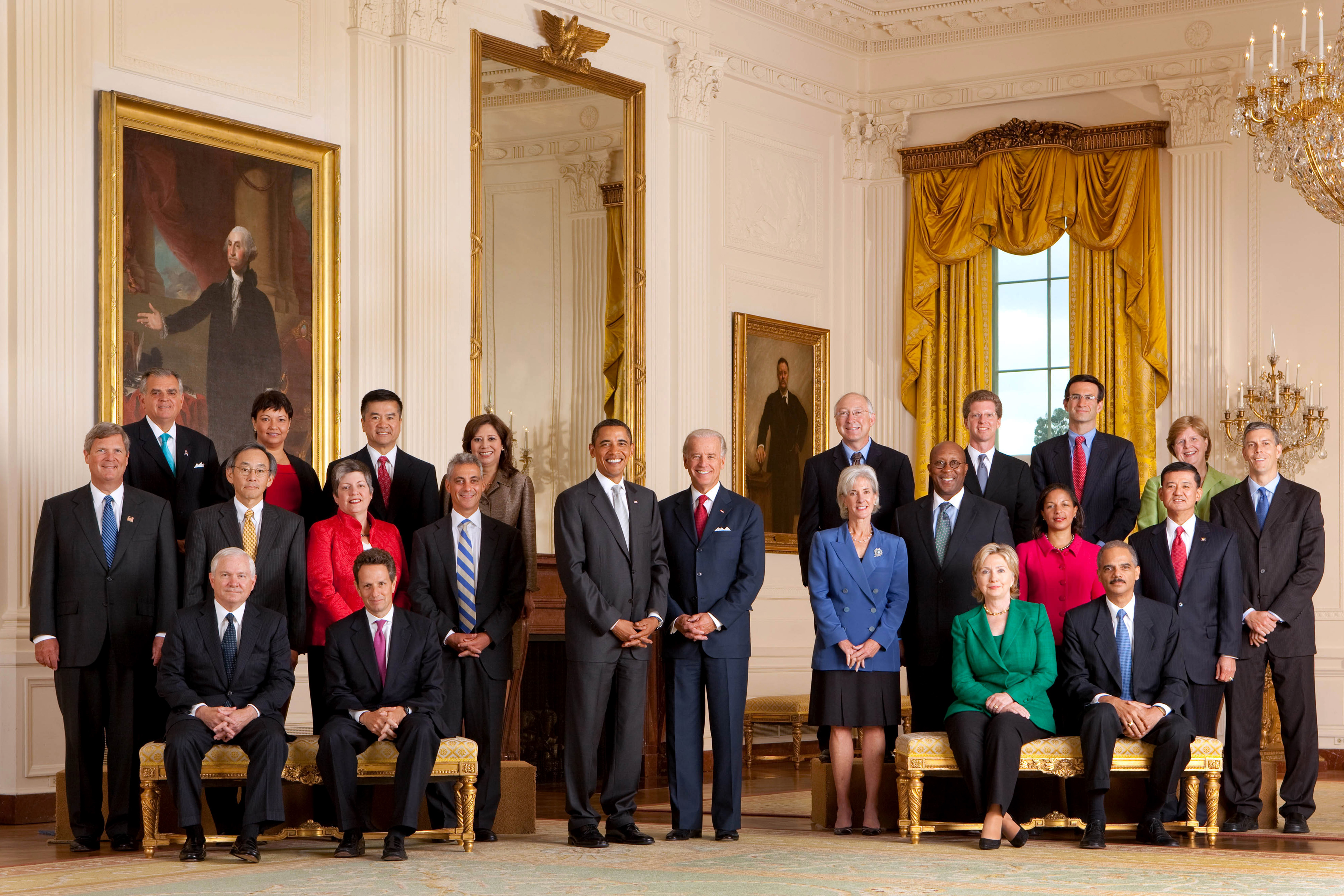
کابینه اول باراک اوباما، رئیس جمهوری آمریکا، در اتاق شرقی سال ۲۰۰۹ ردیف اول ایستاده از چپ به راست: ری لحود٬ لیسا جکسون٬ گری لاک٬ هیلدا سولیس٬ باراک اوباما٬ جو بایدن٬ کن سالازار٬ شان داناون٬ پیتر اورزاگ٬ کریستینا رومر٬ آرنی دانکن ردیف دوم ایستاده: تام ویلساک٬ استیون چو٬ جنت ناپالیتانو٬ رام امانوئل٬ کاتلین سیبیلیوس٬ ران کرک٬ سوزان رایس٬ اریک شینسکی ردیف سوم نشسته: رابرت گیتس٬ تیموتی گایتنر٬ هیلاری کلینتون٬ اریک هولدر